# Puerto Villamil
Puerto Villamil es una pequeña villa y puerto situada en el borde sureste de la isla Isabela, en las islas Galápagos, Ecuador. De las 2200 personas que viven en Isabela, la mayoría vive en Puerto Villamil. El puerto, con frecuencia está lleno de barcos de vela, ya que Villamil es una parada popular para los yates privados que se dirigían a las islas Marquesas, ya que es la ciudad más occidental de las islas Galápagos. Puerto Villamil fue fundada en 1897 por Antonio Gil.
Tradicionalmente los residentes de Puerto Villamil se han ganado la vida a través de la agricultura o la pesca. El gobierno ha tomado ciertas medidas para diversificar las actividades más allá de la pesca, como por ejemplo promoviendo el turismo. Sin embargo, este movimiento ha sido muy debatido y ha creado incidentes políticos, entre ellos en el año 2000 cuando un grupo de pescadores de pepino de mar secuestraron tortugas bebé a fin de que el gobierno extendiera sus límites de pesca.
La ciudad cuenta con un Centro de Salud y con un Mercado Municipal. La iglesia Cristo Salvador es muy conocida por sus pinturas murales que muestran el paisaje y los animales de la isla. En el oeste de Puerto Villamil se hallan las ruinas de una colonia penal que fue cerrada en 1959 y el Muro de las Lagrimas construido por prisioneros.
En el extremo suroeste de la ciudad, se creó un paseo por el parque con ayuda de los Estados Unidos. Conduce a través de ambientes de manglares pasando por lagunas de agua salada habitada por flamencos, teros, zarapitos, patos gargantilla, y gallinulas que vienen aquí a barrer el lodo. Al final de la pasarela se encuentra el Centro de Crianza de Tortugas que se construyó con el fin de ayudar a preservar las muchas especies de tortugas de Isabela. En el oeste de la ciudad se halla la Poza de los Flamingos.
En el extremo norte de la ciudad, cerca del muelle hay una serie de pequeños islotes entre ellos, uno conocido como "Las Tintoreras", que es una colonia de tiburones punta blanca que a menudo se puede ver descansando en el canal de lava.

## Clima
De acuerdo con la clasificación climática de Köppen, Puerto Villamil experimenta un clima tropical seco (BSh), el cual se caracteriza por las temperaturas altas con una temporada lluviosa moderada, cuyas precipitaciones pueden llegar a ser intensas pero breves, por lo que a lo largo del año predomina el clima seco. Las estaciones del año no son sensibles en la zona ecuatorial, no obstante, su proximidad al océano Pacífico hace que las corrientes de Humboldt (fría) y de El Niño (cálida) marquen dos períodos climáticos bien diferenciados: un apenas pluvioso y cálido invierno, que va de diciembre a junio, y un "verano" seco y ligeramente más fresco, entre julio y noviembre. 
Su temperatura promedio anual es de 22,8 °C; siendo marzo el mes más cálido, con un promedio de 25,2 °C, mientras septiembre es el mes más frío, con 20,7 °C en promedio. Es un clima isotérmico por sus constantes precipitaciones durante todo el año (amplitud térmica anual inferior a 5 °C entre el mes más frío y el más cálido), si bien la temperatura real no es extremadamente alta, la humedad hace que la sensación térmica se eleve hacia los 34 °C o más. En cuanto a la precipitación, la urbe experimenta lluvias escasas y temporales; hay una diferencia de 124 mm de precipitación entre los meses más secos y los más húmedos; febrero (14 días) tiene los días más lluviosos por mes en promedio, mientras la menor cantidad de días lluviosos se mide en octubre (4 días). La humedad relativa también es constante, con un promedio anual de 82,4 %. 
| Parámetros climáticos promedio de Puerto Villamil, Ecuador | Parámetros climáticos promedio de Puerto Villamil, Ecuador | Parámetros climáticos promedio de Puerto Villamil, Ecuador | Parámetros climáticos promedio de Puerto Villamil, Ecuador | Parámetros climáticos promedio de Puerto Villamil, Ecuador | Parámetros climáticos promedio de Puerto Villamil, Ecuador | Parámetros climáticos promedio de Puerto Villamil, Ecuador | Parámetros climáticos promedio de Puerto Villamil, Ecuador | Parámetros climáticos promedio de Puerto Villamil, Ecuador | Parámetros climáticos promedio de Puerto Villamil, Ecuador | Parámetros climáticos promedio de Puerto Villamil, Ecuador | Parámetros climáticos promedio de Puerto Villamil, Ecuador | Parámetros climáticos promedio de Puerto Villamil, Ecuador | Parámetros climáticos promedio de Puerto Villamil, Ecuador |
| Mes                                                        | Ene.                                                       | Feb.                                                       | Mar.                                                       | Abr.                                                       | May.                                                       | Jun.                                                       | Jul.                                                       | Ago.                                                       | Sep.                                                       | Oct.                                                       | Nov.                                                       | Dic.                                                       | Anual                                                      |
| ---------------------------------------------------------- | ---------------------------------------------------------- | ---------------------------------------------------------- | ---------------------------------------------------------- | ---------------------------------------------------------- | ---------------------------------------------------------- | ---------------------------------------------------------- | ---------------------------------------------------------- | ---------------------------------------------------------- | ---------------------------------------------------------- | ---------------------------------------------------------- | ---------------------------------------------------------- | ---------------------------------------------------------- | ---------------------------------------------------------- |
| Temp. máx. media (°C)                                      | 25.9                                                       | 27.0                                                       | 27.5                                                       | 27.0                                                       | 25.8                                                       | 24.6                                                       | 23.5                                                       | 23.0                                                       | 22.9                                                       | 23.3                                                       | 23.9                                                       | 24.8                                                       | 24.9                                                       |
| Temp. media (°C)                                           | 23.7                                                       | 24.7                                                       | 25.2                                                       | 24.8                                                       | 23.9                                                       | 22.7                                                       | 21.7                                                       | 20.9                                                       | 20.7                                                       | 20.9                                                       | 21.5                                                       | 22.5                                                       | 22.8                                                       |
| Temp. mín. media (°C)                                      | 22.3                                                       | 23.1                                                       | 23.5                                                       | 23.3                                                       | 22.7                                                       | 21.6                                                       | 20.6                                                       | 19.7                                                       | 19.5                                                       | 19.5                                                       | 20.1                                                       | 21.1                                                       | 21.4                                                       |
| Precipitación total (mm)                                   | 76                                                         | 137                                                        | 129                                                        | 141                                                        | 64                                                         | 38                                                         | 30                                                         | 22                                                         | 18                                                         | 17                                                         | 18                                                         | 43                                                         | 733                                                        |
| Días de precipitaciones (≥ 1.0 mm)                         | 12                                                         | 14                                                         | 14                                                         | 13                                                         | 14                                                         | 11                                                         | 9                                                          | 6                                                          | 4                                                          | 4                                                          | 4                                                          | 7                                                          | 112                                                        |
| Horas de sol                                               | 173.6                                                      | 201.6                                                      | 248                                                        | 201                                                        | 155                                                        | 117                                                        | 96.1                                                       | 83.7                                                       | 84                                                         | 108.5                                                      | 114                                                        | 130.2                                                      | 1712.7                                                     |
| Humedad relativa (%)                                       | 84                                                         | 84                                                         | 82                                                         | 85                                                         | 84                                                         | 83                                                         | 82                                                         | 82                                                         | 81                                                         | 81                                                         | 79                                                         | 82                                                         | 82.4                                                       |
| Fuente: Climate-data.org                                   |                                                            |                                                            |                                                            |                                                            |                                                            |                                                            |                                                            |                                                            |                                                            |                                                            |                                                            |                                                            |                                                            |

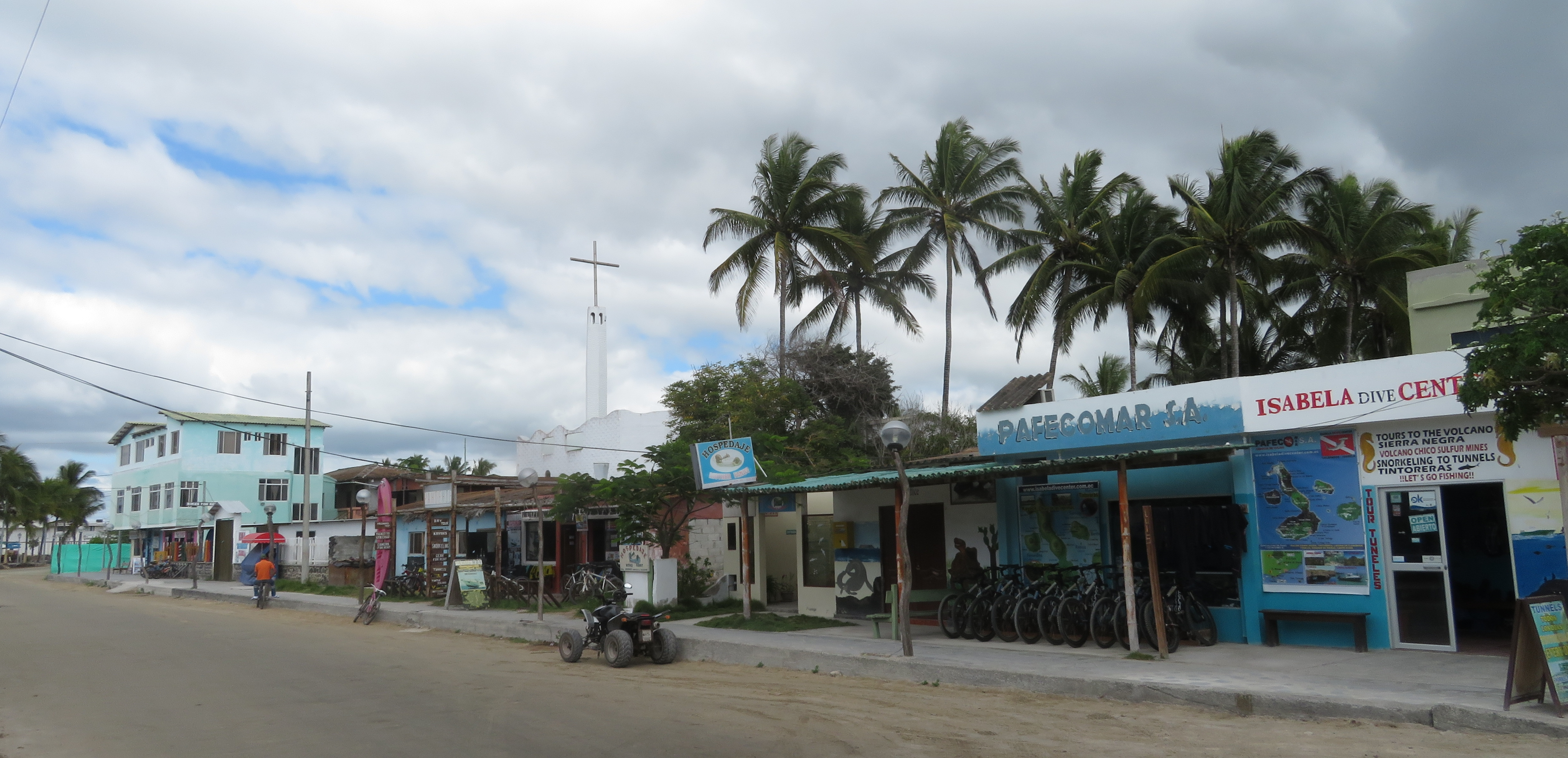
Calle principal
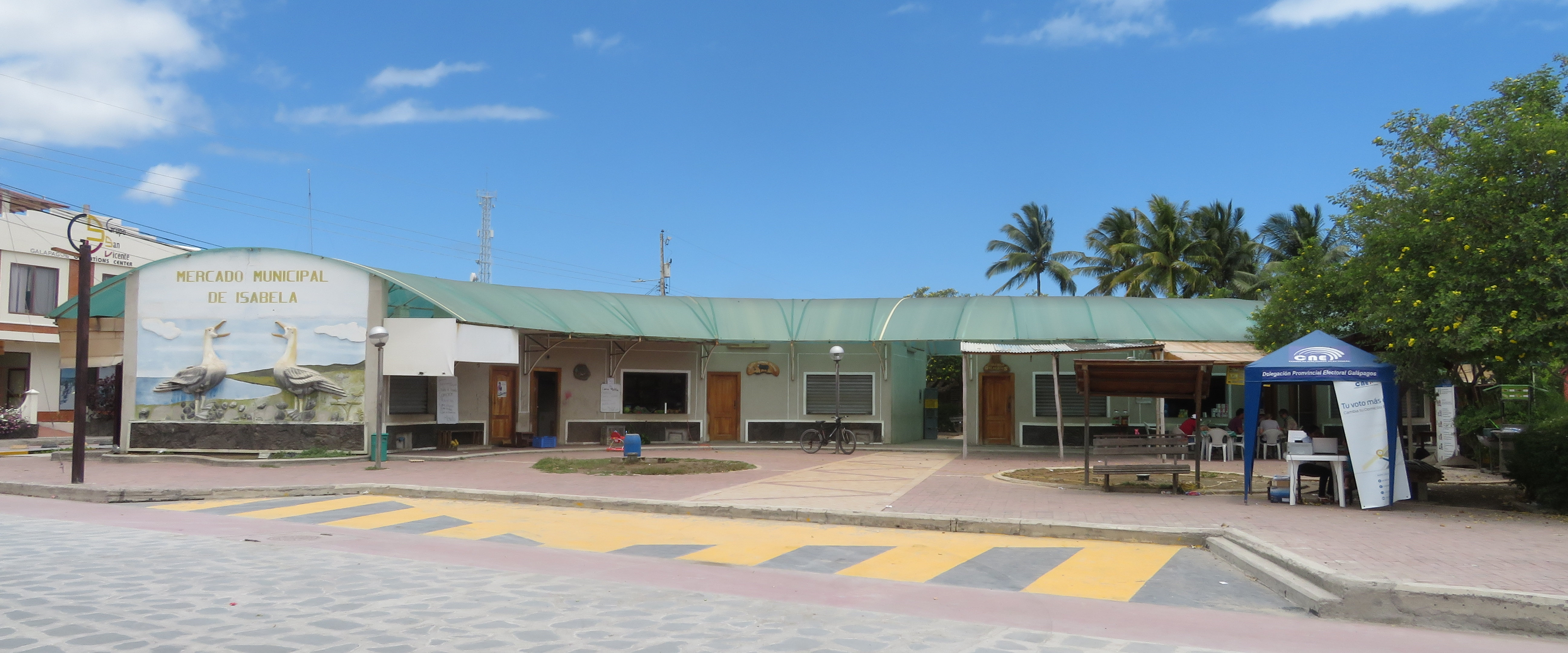
Mercado municipal
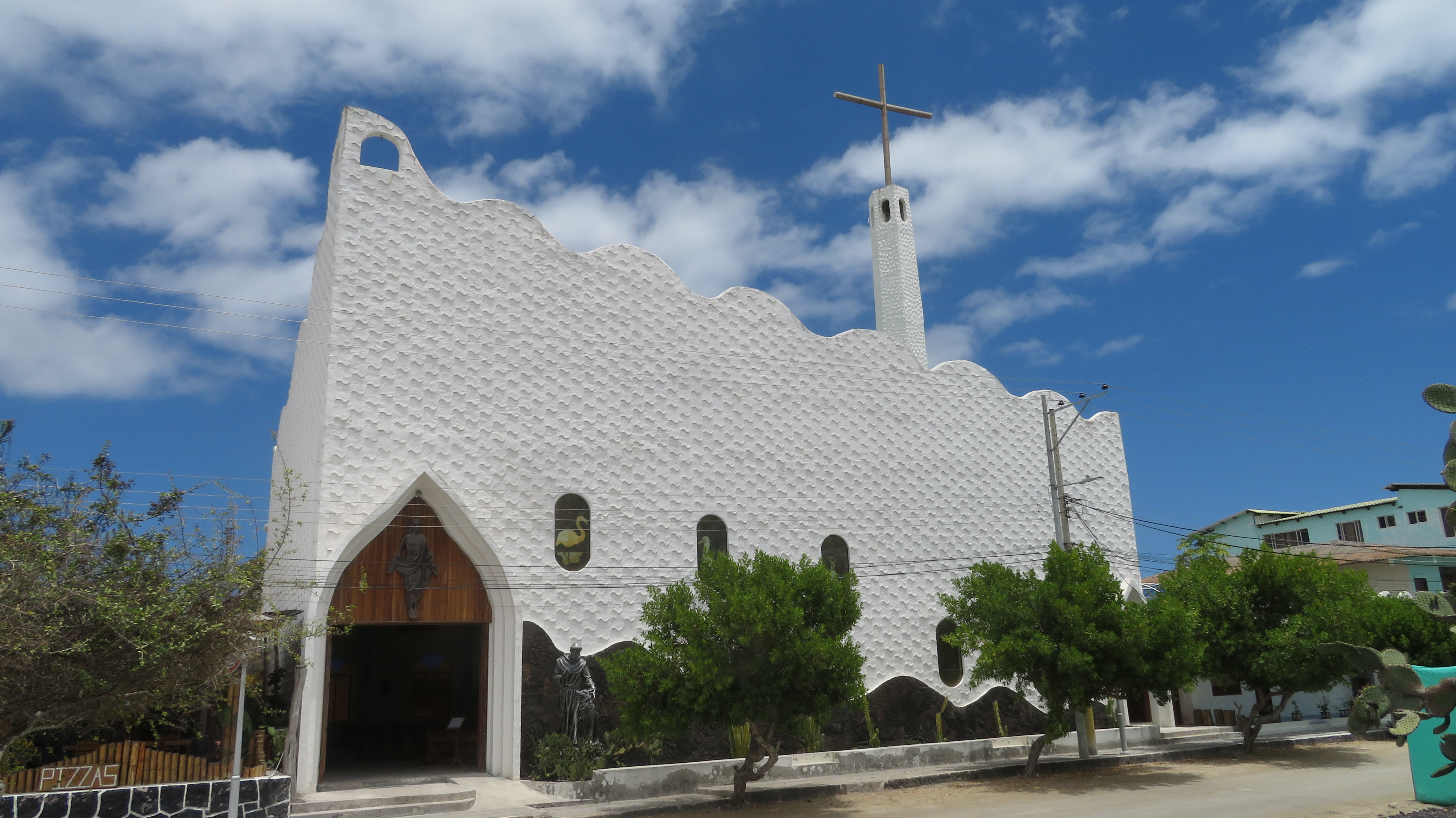
Iglesia Cristo Salvador
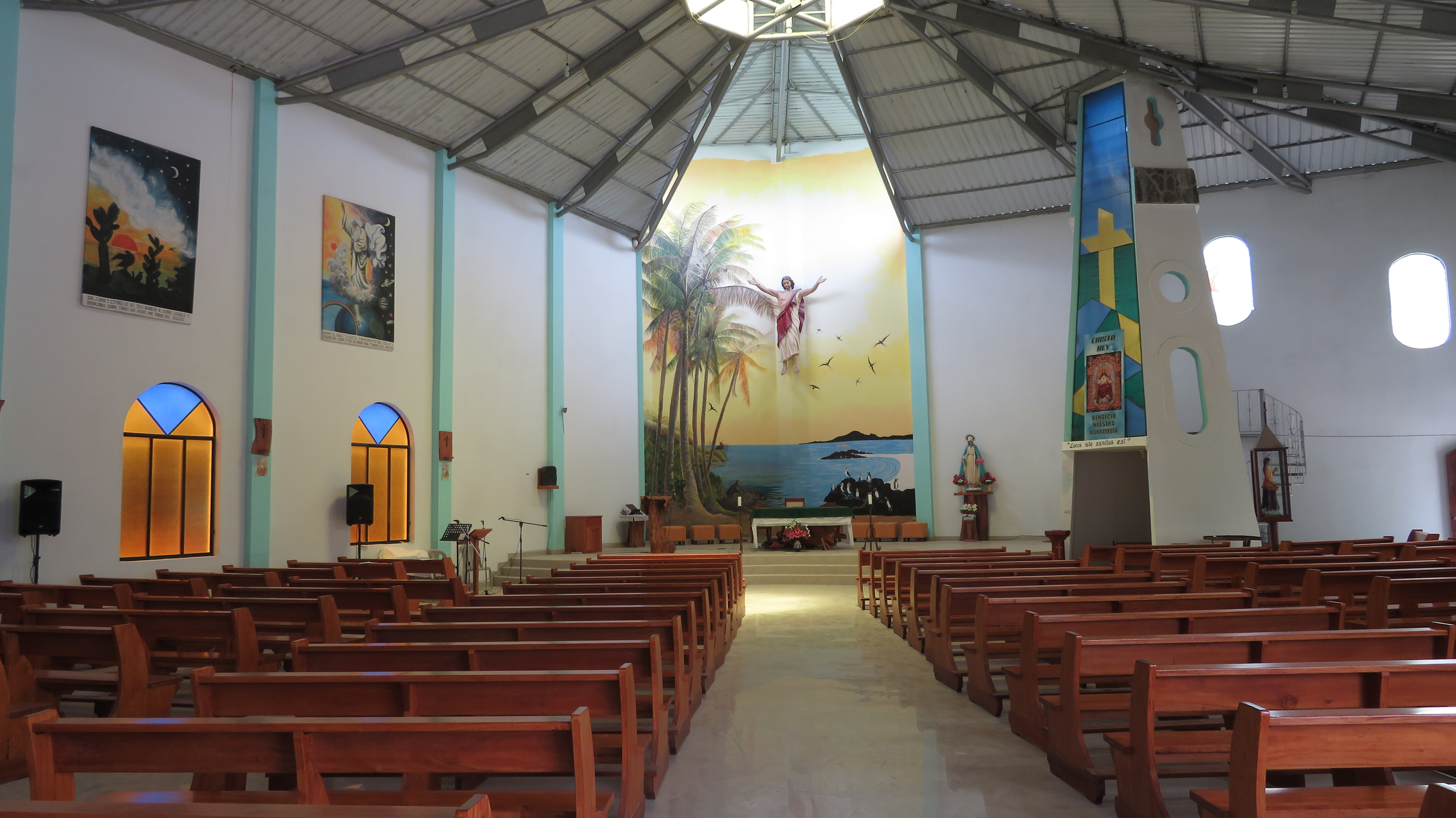
Iglesia Cristo Salvador
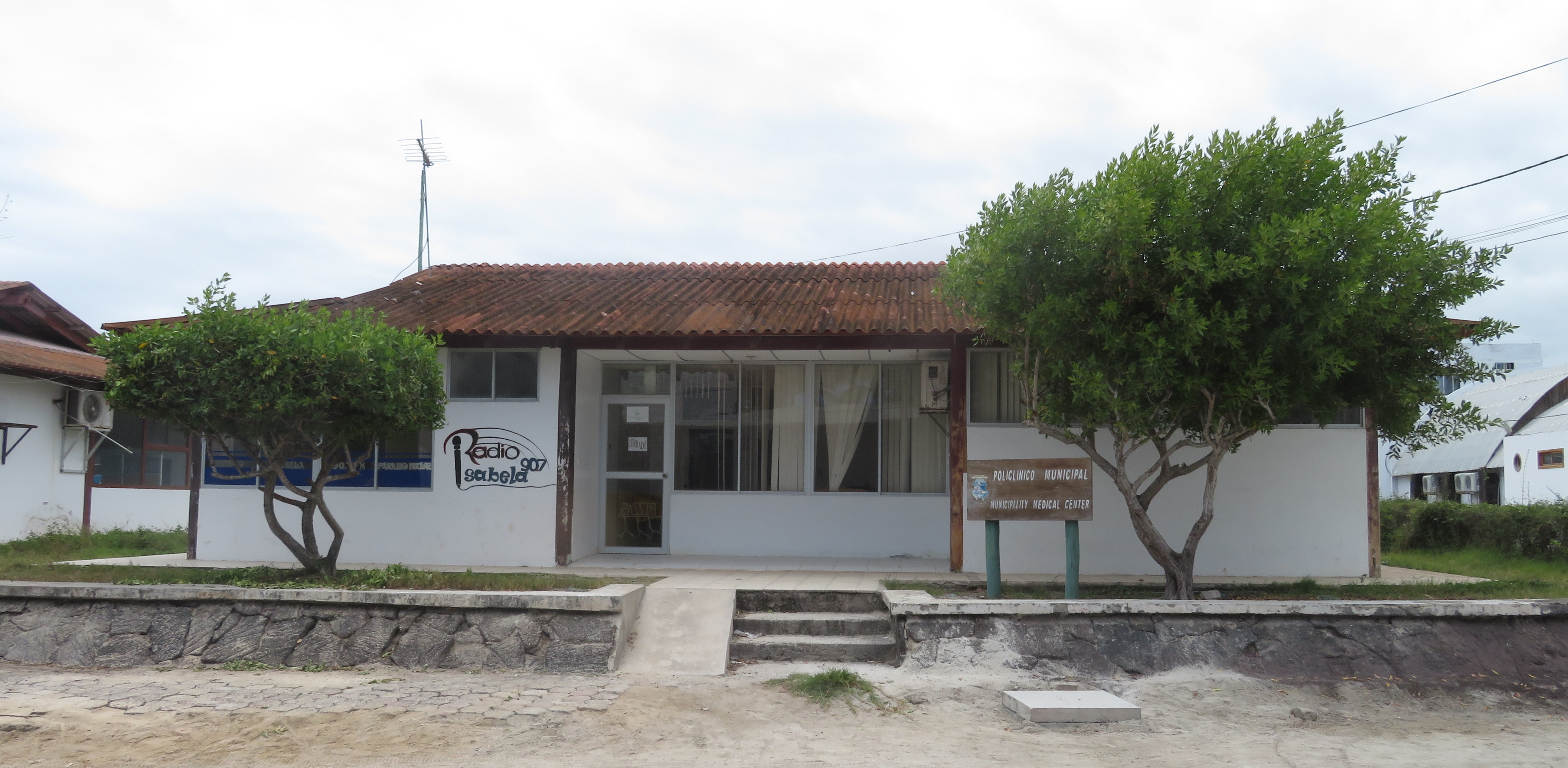
Centro de Salud
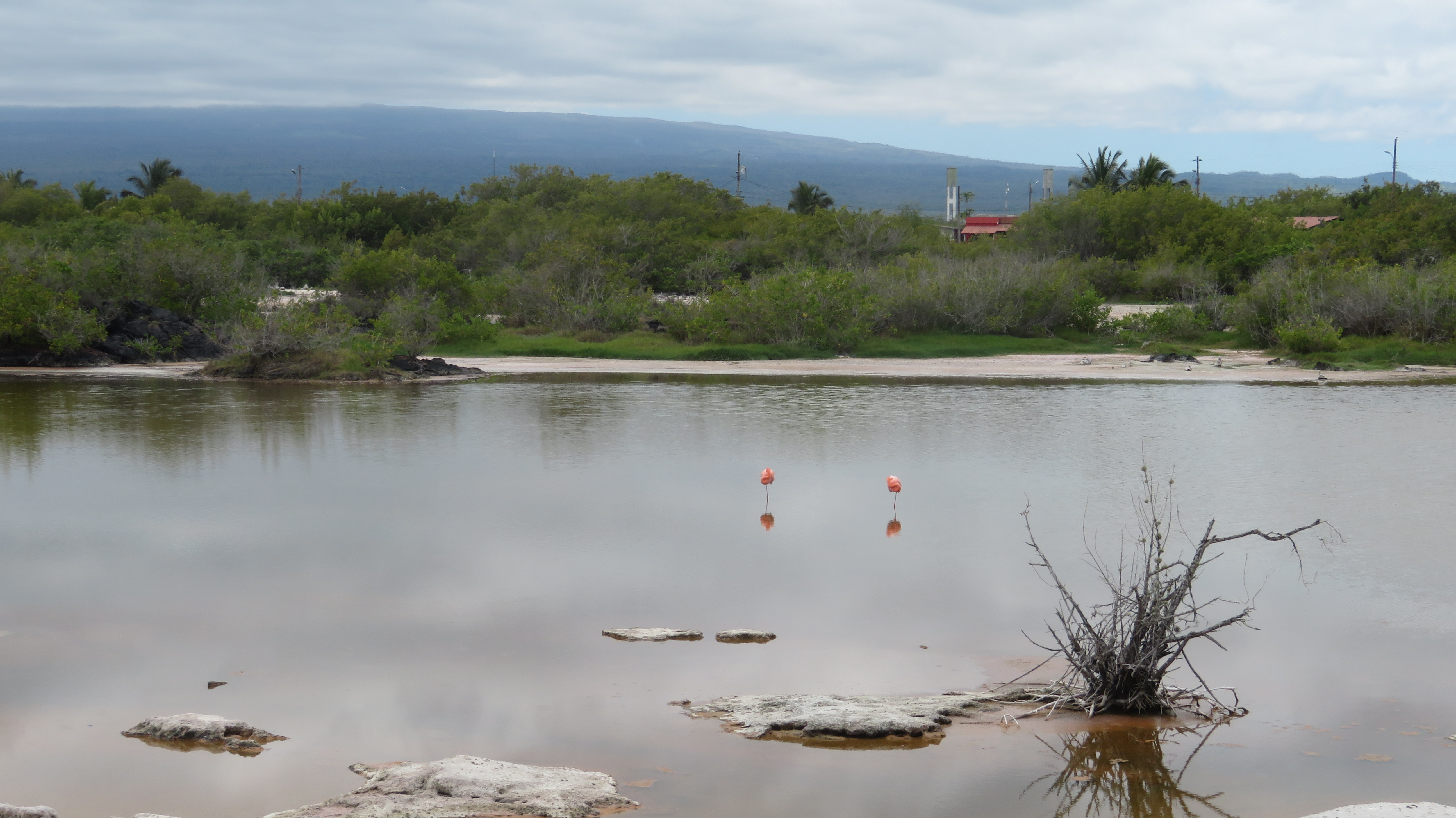
Poza de los Flamingos

## Aeródromo
El Aeródromo Luis Estrada Ycaza, también denominado Aeródromo General Villamil, de la isla Isabela está ubicado a 2,5 km del centro de Puerto Villamil. Este aeropuerto es el menos transitado del archipiélago de las Galápagos; recibe un promedio de seis vuelos interislas al día.
Su pista es de asfalto con orientación 17/35 mide 1500 metros de largo por 30 metros de ancho. Dispone de una autobomba T-1500, servicio AFIS para comunicaciones con las aeronaves y una radioayuda NDB.